# Aneflomorpha hovorei
Aneflomorpha hovorei là một loài bọ cánh cứng trong họ Cerambycidae.